# Hypoxis potosina
Hypoxis potosina är en enhjärtbladig växtart som beskrevs av Amelia Ellen Brackett. Hypoxis potosina ingår i släktet Hypoxis och familjen Hypoxidaceae. Inga underarter finns listade i Catalogue of Life.